# Linda Laursen
Linda Laursen (født 22. januar 1953) er en dansk skuespiller.
Hun er uddannet fra Privatteatrenes Elevskole i 1979.

## Filmografi
- Olsen-banden overgiver sig aldrig (1979)
- Charly & Steffen (1979)
- Walter og Carlo - Yes det er far (1986)
- Festen (1998)
- Max (2000)

### Tv-serier
- Matador (1978-1981)
- Een stor familie (1982-1983)
- Forsvar (2003-2004)
- Danni (2007)
- Forbrydelsen (2007)
- Sommer (2008)